# Schweizerischer Israelitischer Gemeindebund
Der 1904 gegründete Schweizerische Israelitische Gemeindebund (SIG) vertritt die Mehrheit der Juden in der Schweiz. Der Dachorganisation sind heute 18 Mitgliedgemeinden angegliedert. Die Hauptaufgaben des SIG sind die Vertretung jüdischer Interessen gegenüber eidgenössischen Behörden, gesamtschweizerischen Institutionen und den Medien, der Dialog mit anderen Religionsgemeinschaften, die Förderung des Wissens über das Judentum in der Schweiz sowie die Vertretung der Schweizer Interessen in internationalen jüdischen Organisationen. Ziel des SIG ist auch die Prävention jeglicher Form von Antisemitismus und Rassismus. Er setzt sich zudem für religiöse Belange, wie die Koscherfleischversorgung, ein.

## Geschichte
Bei seiner Gründung 1904 in Baden unterstandem dem Verbund zunächst 13 jüdische Gemeinden. Als Zweck wurde festgelegt, «die allgemeinen Interessen des Judentums in der Schweiz zu wahren und zu vertreten». Wichtigste Programmpunkte waren damals unter anderem der Kampf gegen das 1893 in der Schweizer Verfassung verankerte Schächtverbot (1926 erhielt der SIG von den Behörden die ausschliessliche Einfuhrlizenz für geschächtetes Fleisch) sowie die Koordination der Friedhofsfrage. Obwohl jüdische Bürger bereits 1874 verfassungsgemäss gleichgestellt wurden, wurden sie in der Schweiz nach wie vor diskriminiert. Die Aufgabengebiete des SIG weiteten sich über die Jahre aus und umfassten auch die Zentralisation der Armenpflege, Vermittlung von jüdischen Wanderlehrern, Feiertagsurlaube für jüdische Soldaten, wie auch Hilfe für notleidende Juden in Pogromländern.
In der Zeit des Nationalsozialismus bis zum Ende des Zweiten Weltkrieges war das dominante Arbeitsfeld des Gemeindebundes und seines Hilfswerks, dem Verband Schweizerischer Israelitischer Armenpflege (VSIA), die Solidarität mit den Zuflucht suchenden Juden. Anfang 1945 betreute der VSJF, wie das Hilfswerk unterdessen hiess, rund 23'000 Personen. Die Flüchtlingshilfe war sehr kostenaufwendig, und der SIG besass wenig Mittel, um auch Juden im Ausland beizustehen. Daher konzentrierte er die Hilfe vor allem auf Sendungen von Lebensmitteln, Kleidern und Medikamenten über Le Colis Suisse oder das IKRK. Internationale Bedeutung bei der Auslandshilfe erhielt der Gemeindebund durch den Umstand, dass sein damaliger Präsident Saly Mayer die ehrenamtliche Vertretung des American Jewish Joint Distribution Committee (JDC) in der Schweiz übernahm.
Gegen die defensive Haltung der Schweizer Regierung kämpfte der SIG allerdings mit geringem Erfolg. Ende 1936 gründete der SIG die Jüdische Nachrichtenagentur (JUNA), um seine Abwehr gegen den zunehmenden Antisemitismus zu intensivieren. Generell war die öffentliche Präsenz des SIG jedoch von Vorsicht und Zurückhaltung geprägt. Höhepunkt war der international beachtete Berner Prozess um die Protokolle der Weisen von Zion, der 1935 einen grossen Erfolg brachte, als das Gericht die weltweit verbreiteten Verschwörungsschriften als eine Fälschung entlarvte.
Die neuen und alten Aufgaben des SIG nach dem Zweiten Weltkrieg bestanden in der «Wachsamkeit gegenüber allfälligen Anfeindungen» sowie der «Mitarbeit an allen kulturellen und sozialen Bestrebungen». Das «Wirtschaftswunder» der 50er Jahre sowie die Etablierung des christlich-jüdischen Dialogs förderte die Akzeptanz des Gemeindebundes nachhaltig.
In den 1990er Jahren vermittelte der SIG zwischen den schweizerischen Behörden und dem World Jewish Congress (WJC) im Fall der nachrichtenlosen Vermögen, den zurückgebliebenen «erbenlose Konten» aus dem Zweiten Weltkrieg.
Während Jahrzehnten war der VSJF eine Abteilung des SIG. Heute ist er ein eigenständiger Verein und gleichzeitig das Sozialressort des SIG. Das gesamte Archiv des SIG liegt im Archiv für Zeitgeschichte der ETH Zürich und steht Interessierten für Forschungszwecke offen.

## Präsidium
| Amtszeit  | Name                  |
| --------- | --------------------- |
| 1904–1914 | Hermann Guggenheim    |
| 1914–1936 | Jules Dreyfus-Brodsky |
| 1936–1943 | Saly Mayer            |
| 1943–1946 | Saly Braunschweig     |
| 1946–1973 | Georges Brunschvig    |
| 1973–1980 | Jean Nordmann         |
| 1980–1988 | Robert Braunschweig   |
| 1988–1992 | Michael Kohn          |
| 1992–2000 | Rolf Bloch            |
| 2000–2008 | Alfred Donath         |
| 2008–2020 | Herbert Winter        |
| 2020–2024 | Ralph Lewin           |
| Seit 2024 | Ralph Friedländer     |

## Mitgliedgemeinden
Stand Juli 2024: 18 Mitgliedgemeinden
| - Jüdische Gemeinde Agudas Achim Zürich - Israelitische Kultusgemeinde Baden (IKGB) - Israelitische Gemeinde Basel (IGB) - Jüdische Gemeinde Bern (JGB) - Jüdische Gemeinde Biel – Communauté Juive Bienne - Israelitische Cultusgemeinde Bremgarten - Israelitische Kultusgemeinde Endingen - Communauté Israélite de Fribourg - Communauté Beit Yossef de Crans-Montana et du Canton de Valais (CBYCM) | - Communauté Israélite de Genève (CIG) - Communauté Israélite Orthodoxe de Genève «Machsikei Hadass» (CIOG) - Communauté Israélite du Canton de Neuchâtel (CICN) - Communauté Israélite de Lausanne et du Canton de Vaud (CILV) - Jüdische Gemeinde Solothurn - Jüdische Gemeinde St. Gallen - Israelitische Gemeinde Winterthur (IGW) - Israelitische Cultusgemeinde Zürich (ICZ) - Israelitische Religionsgesellschaft Zürich (IRG) |